# Virginia Henderson
Virginia Avenel Henderson (født 30. november 1897 i Kansas City, Missouri, død 19. marts 1996) var en amerikansk sygeplejerske, forfatter og professor, ofte kaldet: "First Lady Of Nursing", er stadig i dag en af de mest fremtrædende sygeplejeteoretikere i dansk sygepleje. 
Hendes definition af sygepleje er til dato en af de mest anvendte:
| Citat              | Sygeplejerskens unikke funktion består i at bistå den enkelte, syg eller rask, med at udføre de aktiviteter til fremme eller genvindelse af sundheden (eller til en fredelig død), som han ville udføre på egen hånd, hvis han havde den fornødne styrke, vilje eller viden, og at gøre dette på en måde, der hjælper ham til så hurtigt som muligt at blive selvhjulpen. | Citat |
| Virginia Henderson | |       |

I slutningen af 1930'erne var hun medlem af en komité der reviderede læreplanerne for sygeplejerskeuddannelsen i USA, samtidig med at hun reviderede en stor lærebog i sygepleje. Hun fandt at det var et påtrængende behov for at formulere en definition, der indeholdt det som sygeplejen var og burde være. Bogen udkom i 1939.
Henderson opstillede 14 behov, hun mente er menneskets grundlæggende behov:
1. At trække vejret normalt.
2. At spise og drikke adækvat.
3. At udskille legemets affaldsstoffer.
4. At bevæge sig og indtage rigtige stillinger.
5. At få tilstrækkelig søvn og hvile.
6. At vælge hensigtsmæssig påklædning, og at klæde sig af og på.
7. At holde legemstemperaturen indenfor normale grænser ved at tilpasse beklædningen og regulere den omgivende temperatur.
8. At holde kroppen ren og velplejet og beskytte hud og slimhinder.
9. At undgå risici i omgivelserne og undgå, at patienten volder andre skade.
10. At meddele sig til andre ved at give udtryk for følelser, behov, angst m.v.
11. At dyrke sin religion.
12. At arbejde med noget, der kan give ham skaberglæde.
13. At deltage i leg og underholdning af forskellig art.
14. At lære at tilegne sig viden eller tilfredsstille den nysgerrighed, der fører til normal udvikling og sundhed.

Disse 14 punkter har siden dannet grundlag for mange dokumentationsredskaber, der anvendes i sygeplejen. Lidt efter årtusindskiftet begyndte den svenske dokumentationsmodel VIPS, der er inspireret af Hendersons arbejde og således baseres på dokumentation af 12 behovsområder, at vinde indpas på danske sygehuse. Stadig i dag ses en tilsvarende model anvendt, for eksempel i Region Hovedstaden og Region Sjællands fælles elektroniske patientjournal Sundhedsplatformens sygeplejedokumentation. 